# 拉特里尼達 (科馬亞瓜省)
拉特里尼達（西班牙語：La Trinidad），是洪都拉斯的城鎮，位於該國中西部，由科馬亞瓜省負責管轄，面積85.7平方公里，海拔高度477米，2001年人口3,659，人口密度每平方公里42.7人。
14°43′0″N 87°40′0″W / 14.71667°N 87.66667°W